# Garaeus nankingensis
Garaeus nankingensis är en fjärilsart som beskrevs av Eugen Wehrli 1937. Garaeus nankingensis ingår i släktet Garaeus och familjen mätare. Inga underarter finns listade i Catalogue of Life.